# Olympische Jugend-Winterspiele 2016/Teilnehmer (Irland)
| Gelbes Symbol für Goldmedaillen mit stilisierten Olympischen Ringen | Graues Symbol für Silbermedaillen mit stilisierten Olympischen Ringen | Braundes Symbol für Bronzemedaillen mit stilisierten Olympischen Ringen |
| ------------------------------------------------------------------- | --------------------------------------------------------------------- | ----------------------------------------------------------------------- |
| —                                                                   | —                                                                     | —                                                                       |

Irland nahm an den Olympischen Jugend-Winterspielen 2016 in Lillehammer mit einem Athleten in einer Sportart teil.

## Sportarten

### Ski Alpin
| Jungen       |              |             |    |                    |                    |                    |                    |
| Gary Skinner | Super-G      |             |    |                    |                    | 1:18,87 min        | 45                 |
| Gary Skinner | Riesenslalom | 1:28,89 min | 42 | nicht qualifiziert | nicht qualifiziert | nicht qualifiziert | nicht qualifiziert |
| Gary Skinner | Slalom       | 57,98 s     | 39 | 57,39 s            | 33                 | 1:55,37 min        | 33                 |
| Gary Skinner | Kombination  | 1:17,60 min | 39 | 48,67 s            | 29                 | 2:06,27 min        | 29                 |